# Madame Curie
Madame Curie ist eine US-amerikanische Filmbiografie aus dem Jahr 1943 mit Greer Garson in der Titelrolle. Erzählt wird die Lebensgeschichte der Physikerin und zweifachen Nobelpreisträgerin Marie Curie basierend auf der gleichnamigen Biografie ihrer Tochter Ève Curie. Die Regie führte Mervyn LeRoy.

## Handlung
Anfang der 1890er Jahre studiert die junge Polin Marie Skłodowska Physik an der Sorbonne in Paris. Während einer Vorlesung wird sie vor Erschöpfung ohnmächtig. Besorgt über den Zustand seiner talentierten Studentin lädt Professor Perot Marie zu einem Mittagessen ein. Bei ihrem gemeinsamen Gespräch bietet er ihr seine Unterstützung für ihre Forschungsarbeit an. Zudem schlägt er vor, dass sie im Labor des Physikers Pierre Curie arbeitet, den Marie noch am selben Abend bei einer Feier kennenlernt.
Sowohl Marie als auch Pierre konzentrieren sich zunächst ausschließlich auf ihre Arbeit. Erst nach ein paar Wochen tauschen sie erstmals ihre Gedanken miteinander aus. Pierre ist von Maries wissenschaftlichen Beobachtungen beeindruckt und glaubt an ihre Zukunft als große Physikerin. Maries Wunsch ist es jedoch, nach dem Studium in ihre polnische Heimat zurückzukehren, um dort als Lehrerin tätig zu sein. Als Marie für ihren Abschluss als beste Physikstudentin der Universität geehrt wird, lädt Pierre sie über das Wochenende ins Landhaus seiner Eltern ein, um ihre Abreise nach Polen zu verzögern. Als Marie weiterhin auf ihre Heimkehr beharrt, macht ihr Pierre einen Heiratsantrag. Marie nimmt ihn an, und gemeinsam forschen sie weiter.
Ermutigt durch Pierre, macht sich Marie daran, das Phänomen der Radioaktivität zu erforschen. Nach langen, mühseligen Experimenten schlussfolgert Marie, dass es ein bisher noch unbekanntes chemisches Element geben muss, das eine höhere Strahlung als andere Elemente besitzt. Als es ihr und Pierre nach Jahren harter Arbeit gelingt, das Element zu isolieren, taufen sie es auf den Namen Radium. Nachdem beide für ihre Entdeckung mit dem Nobelpreis ausgezeichnet wurden, machen sie mit ihren Töchtern Irène und Ève Urlaub auf dem Land. Dort erklärt Pierre seiner Frau, dass im Falle, dass einer von beiden stirbt, der jeweils andere allein weiter forschen solle.
Am Tag, als die Curies ein neues Labor erhalten sollen, kommt Pierre bei einem Verkehrsunfall ums Leben. Marie ist über seinen Tod am Boden zerstört und zieht sich aus dem Alltagsleben zurück. In Gedenken an Pierre und seine Worte entschließt sie sich jedoch weiterzuarbeiten. Viele Jahre später hält Marie anlässlich des 25. Jahrestags ihrer Entdeckung eine Rede an der Sorbonne über die Bedeutung der Wissenschaft und ermutigt ihre Zuhörer, die Fackel des Wissens weiter zu tragen.

## Hintergrund

### Vorgeschichte
Ève Curies Buch Madame Curie über das Leben ihrer Mutter wurde im Herbst 1937 veröffentlicht und war bereits Ende des Jahres ein internationaler Erfolg. Hollywood war umgehend an einer Verfilmung von Marie Curies Biografie interessiert, nachdem Warner Brothers 1936 mit dem Film Louis Pasteur bewiesen hatte, dass Biografien von Wissenschaftlern sowohl bei Kritikern als auch beim Publikum auf Interesse stoßen.
Zunächst erwarben die Universal Studios die Filmrechte für eine Adaption mit Irene Dunne in der Titelrolle. Da Universal jedoch kein geeignetes Drehbuch bereitstellen konnte, wurden die Rechte 1938 an MGM verkauft. Dort wurde die Verfilmung zunächst als Starvehikel für Greta Garbo vorbereitet. Als Garbo jedoch 1941 ihre Filmkarriere vorzeitig beendete, wurde das Projekt erneut zurückgestellt. In der Zwischenzeit machten sich beim selben Studio Greer Garson und Walter Pidgeon einen Namen als Leinwandtraumpaar, das mit den Filmen Blüten im Staub (1941) und Mrs. Miniver (1942) zwei große Erfolge verbuchen konnte.

### Produktion
Mit Garson als Marie und Pidgeon als Pierre Curie brachte MGM die Produktion von Madame Curie erneut ins Rollen. Für die Besetzung des Pierre Curie war ursprünglich Spencer Tracy vorgesehen. Bis MGM ein fertiges Drehbuch abliefern konnte, war Tracy bereits mit anderen Filmprojekten beschäftigt. Zudem sollte eigentlich Albert Lewin die Regie übernehmen. Er wurde jedoch nach nur zwei Wochen entlassen, als es zu Streitigkeiten mit MGM um das Drehbuch kam. Mervyn LeRoy, der mit Garson und Pidgeon bereits für Blüten im Staub zusammengearbeitet hatte, wurde schließlich als Regisseur verpflichtet, während Sidney Franklin, der für Mrs. Miniver verantwortlich gewesen war, erneut als Produzent fungierte. Der englische Schriftsteller James Hilton übernahm wie bereits für den Garson-Film Gefundene Jahre (1942) die Rolle des Erzählers.
LeRoy, der Madame Curie später zu seinen besten Filmen zählte, achtete während der Dreharbeiten besonders darauf, die wissenschaftlichen Versuche nicht zu kompliziert zu gestalten. „Ich ließ keine Szene durchgehen, bis ich sie nicht selbst verstand, denn ich wusste, dass das Publikum sie sonst auch nicht verstehen würde“, schrieb LeRoy in seiner Autobiografie von 1974. Sidney Franklin wollte die Experimente des Films möglichst authentisch und wissenschaftlich korrekt darstellen, um Kritik anerkannter Wissenschaftler zu vermeiden. Um diese Authentizität zu gewährleisten, engagierte Franklin den Physiker Dr. Rudolph Langer als technischen Berater, der den Drehbuchautoren Experimente der Curies vorführte. Die größte Herausforderung für die Autoren bestand jedoch darin, das eher nüchterne Thema der Entdeckung von Radium für das Publikum interessant zu machen. Sie konzentrierten sich daher mit fiktiven Szenen verstärkt auf die Liebesgeschichte der Curies, die sich als anfangs schüchterne Wissenschaftler allmählich näherkommen.
Um ihrer Rolle gerecht zu werden, las Greer Garson alle Publikationen von und über Marie Curie, die sie auftreiben konnte, und engagierte zudem eine Übersetzerin, damit sie auch alle polnischen Schriften für ihre Recherche nutzen konnte. Für das richtige Make-up und die passenden Kostüme steuerte Ève Curie persönliche Fotos ihrer Familie bei.

## Rezeption

### Veröffentlichung
Die Premiere von Madame Curie fand am 15. Dezember 1943 in Hollywoods Grauman’s Chinese Theatre statt. Einen Tag darauf wurde der Film erstmals in New York in der Radio City Music Hall gezeigt, wo er sieben Wochen lang zu sehen war. Für die Vermarktung des Films nutzte MGM Garsons und Pidgeons vorhergehenden Hit Mrs. Miniver, indem man mit Slogans wie „Mr. & Mrs. Miniver Together Again in Another Screen Hit!“ (dt.: „Mr. & Mrs. Miniver wieder vereint in einem neuen Kinohit!“) für Madame Curie Werbung machte. Am 20. Dezember 1943 erschien zudem eine Ausgabe des Time Magazine mit Greer Garson als Marie Curie auf dem Titelblatt. Die Überschrift lautete: „Greer Garson: Hollywood discovered a radioactive element“ (dt.: „Greer Garson: Hollywood entdeckte ein radioaktives Element“).
Die Kritiker und Zuschauer nahmen die Verfilmung ausgesprochen positiv auf. Bei Produktionskosten von 1.938.000 Dollar spielte Madame Curie beachtliche 4.610.000 Dollar an den US-amerikanischen Kinokassen ein. Auch Ève Curie war, im Gegensatz zu ihrer Schwester Irène, die gegen eine Verfilmung protestiert hatte und jedwede Kooperation verweigerte, mit der Leinwandadaption ihres Buches sehr zufrieden.

### Kritiken
„Populärwissenschaftlich und unterhaltsam, aber sorgfältig dargestellt und als würdige Reminiszenz sehenswert“, befand das Lexikon des internationalen Films. Für Variety war Madame Curie seinerzeit „ein in jeder Hinsicht großartiger Film“. Dabei würden sogar „die Vorgänge, die zur Entdeckung von Radium führen, und der Ruhm, den Madame Curie erhält, enorm zum Unterhaltungswert des Films beitragen“. Doch sei es am Ende „die Liebesgeschichte, die alles dominiert“. Auch Bosley Crowther von der New York Times lobte in seiner Kritik von 1944: „Wie geschickt hier die Forschung nach Radium veranschaulicht wird, […] entspricht einem meisterhaften Gebrauch bewegter Bilder und ist ein wahrlich spannendes Leinwandexperiment.“
Michael Betzold vom All Movie Guide bescheinigte dem Film rückblickend „historisch korrekter“ zu sein „als die meisten Filmbiografien der damaligen Zeit“. Er sei „von Mervyn LeRoy mit gewohnter Souveränität inszeniert“.

### Auszeichnungen
Bei der Oscarverleihung 1944 war Madame Curie siebenfach für den Oscar nominiert, konnte jedoch keine Trophäe gewinnen. In der Kategorie Bester Film musste sich die Filmbiografie Casablanca geschlagen geben. Walter Pidgeon und Greer Garson unterlagen in den Kategorien Bester Hauptdarsteller und Beste Hauptdarstellerin Paul Lukas und Jennifer Jones. Auch Joseph Ruttenberg (Beste Kamera), Herbert Stothart (Beste Filmmusik), Douglas Shearer (Bester Ton) sowie Cedric Gibbons, Paul Groesse, Edwin B. Willis und Hugh Hunt (Bestes Szenenbild) gingen leer aus.

## Deutsche Fassung
Eine deutsche Synchronfassung entstand 1997 bei der TaunusFilm Synchron in Berlin. Für Dialogbuch und Dialogregie war Joachim Kunzendorf zuständig.
| Rolle                     | Darsteller        | Synchronsprecher        |
| ------------------------- | ----------------- | ----------------------- |
| Marie Curie               | Greer Garson      | Cornelia Meinhardt      |
| Pierre Curie              | Walter Pidgeon    | Joachim Kerzel          |
| Eugene Curie              | Henry Travers     | Gerry Wolff             |
| Prof. Jean Perot          | Albert Bassermann | Friedrich Schoenfelder  |
| David Le Gros             | Robert Walker     | Oliver Rohrbeck         |
| Lord Kelvin               | C. Aubrey Smith   | Friedrich W. Bauschulte |
| Madame Eugene Curie       | May Whitty        | Bettina Schön           |
| Präsident der Universität | Victor Francen    | Hasso Zorn              |
| Dr. Becquerel             | Reginald Owen     | Hans Teuscher           |
| Reporter                  | Van Johnson       | Dietmar Wunder          |
| Erzähler                  | James Hilton      | Klaus Piontek           |
| Dr. Bladh                 | Alan Napier       | Wolfgang Lohse          |
| Professor Roget           | Lumsden Hare      | Wolfgang Thal           |
| Geschäftsmann             | Frederick Worlock | Wolf Rüdiger Reutermann |
| Arzt                      | Eustace Wyatt     | Peter Groeger           |